# Erinnerungsmedaille an die Befreiung Oberungarns

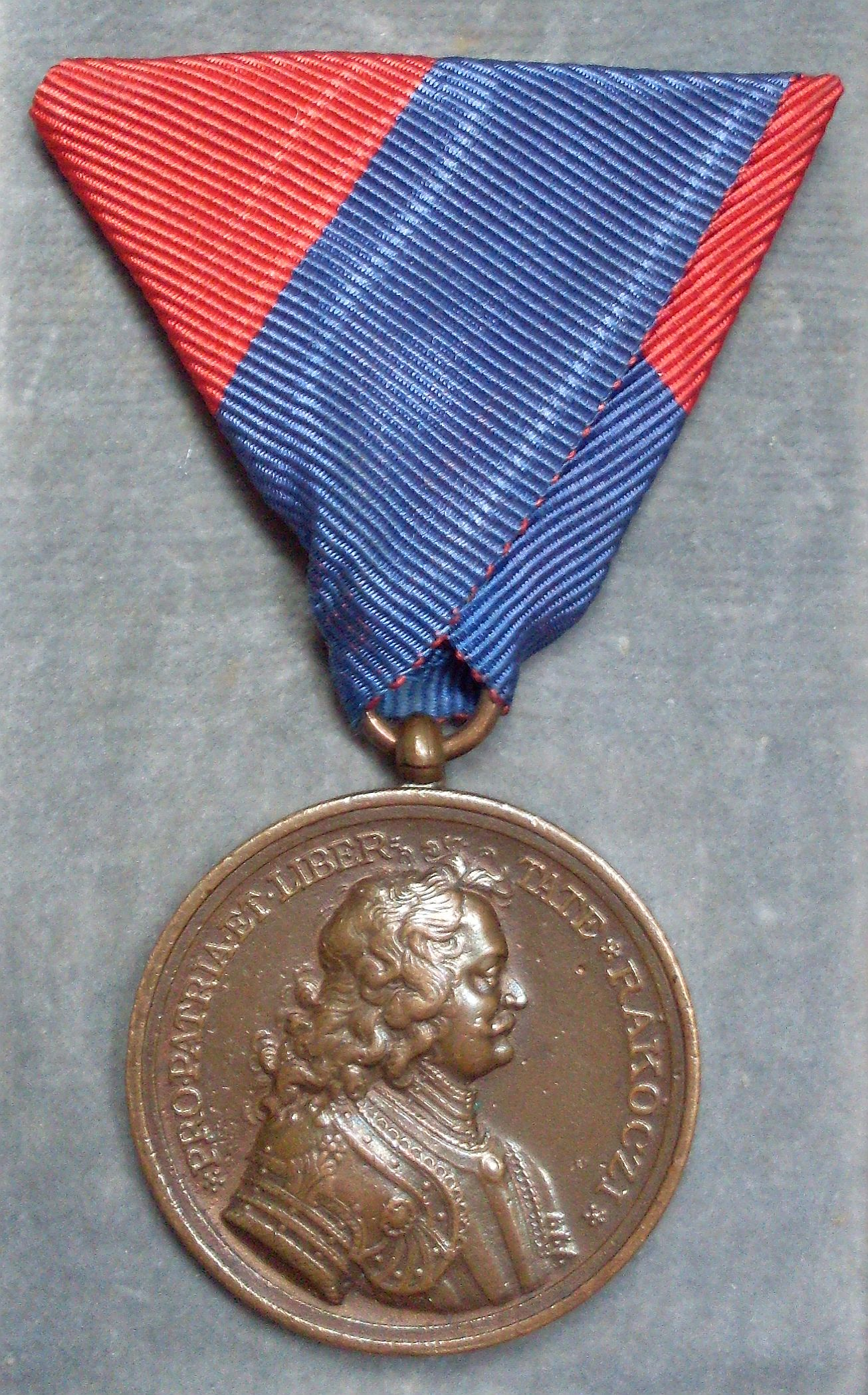
Avers

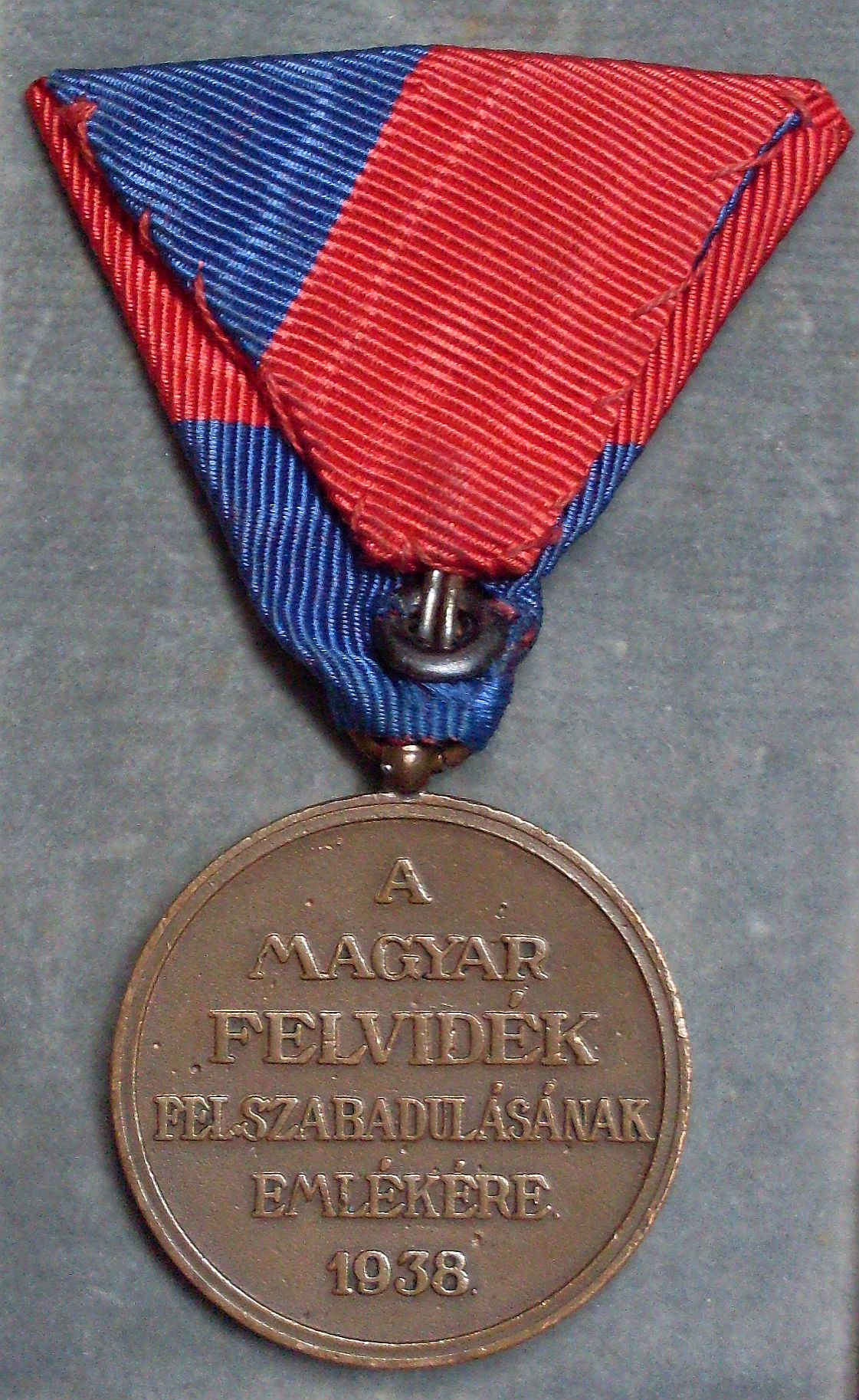
Revers

Die Erinnerungsmedaille an die Befreiung Oberungarns, (Felvidéki Emlékérem) auch Franz-Rákóczi-Medaille genannt, wurde am 4. November 1938 durch den ungarischen Reichsverweser und Staatsoberhaupt Miklós Horthy als Erinnerung an die Rückgewinnung Oberungarns sowie der Subkarpatischen Gebiete gestiftet. 

## Verleihungsbedingungen, Aussehen, Beschaffenheit und Trageweise
Die Medaille konnte an folgende Personen verliehen werden:
- alle Dienstgrade der Armee, die im Verband die Grenze Ungarns der Tschechoslowakei überschritten hatten,
- die zur Durchführung entsandten Angehörigen der Gendarmerie,
- alle anderen Truppenteile der ungarischen Armee, die an der Nord- und Ostgrenze Ungarns in erhöhter Bereitschaft gestanden haben, ohne an der Versetzung selbst teilgenommen zu haben, sowie alle
- Angehörige der 1. und 2. Hauptgruppe der königlich ungarischen Ludovika-Akademie die bei dem feierlichen Einzug in Košice im Truppenverband teilgenommen hatten. Daneben konnten auch
- Angehörige der beteiligten ungarischen Polizei die Medaille erhalten.

Die Namenswahl der Medaille geht auf den ungarischen Volkshelden Franz II. Rákóczi zurück, der vor allem durch seinen Aufstand gegen die Habsburger von 1703 bis 1711 über die Grenzen Ungarns hinaus bekannt geworden war. Die Medaille selber ist bronzen und zeigt auf ihrer Vorderseite das Reliefbild von Rákóczi der vom Betrachter aus gesehen nach rechts blickt. Sein Reliefbild wird dabei von der in Latein gehaltenen Umschrift: PRO PATRIA ET LIBERTATE * RÀKOCZY * (FÜR VATERLAND UND FREIHEIT) umrahmt. Die Rückseite der Medaille zeigt die sechszeilige ungarische Inschrift: A / MAGYAR / FELVIDÉK / FELSZABADÍTÁSÁNAK / EMLÉKÉRE  / 1938 (ZUR ERINNERUNG AN DIE BEFREIUNG VON OBERUNGARN 1938). Getragen wurde die Medaille als Dreiecksband über der linken Brusttasche an einem 41 mm breiten halb blau/rotem Bande in den Farben des Hauses Rákóczi hinter der ungarischen Mannschaftsdienstauszeichnung III. Klasse. Die Verleihung der Medaille war im Übrigen gebührenfrei. Über die Verleihung wurde ein Ausweis dem Beliehenen ausgehändigt.